# Anii (roman)
Anii (în franceză Les Années, în engleză The Years) este un roman autobiografic din 2008 de Annie Ernaux.

## Rezumat
În carte, Ernaux scrie despre ea însăși la persoana a treia (elle, sau „ea” în română) pentru prima dată, oferind o privire vie asupra societății franceze imediat după cel de-al Doilea Război Mondial și până la începutul anilor 2000. Este povestea emoționantă a unei femei și a societății în evoluție în care a trăit. Pornind de la această caracteristică a cărții, Edmund White a descris-o ca pe o „autobiografie colectivă”, în recenzia sa pentru The New York Times.
Cartea se constituie într-o rememorare a unei perioadei istorice, realizată cu ajutorul senzațiilor trecute și prezente, al fotografiilor, cărților, cântecelor, radioului, televiziunii, reclamelor, știrilor, totul contrastând cu însemnările de jurnal adunate de-a lungul a șase decenii.
Scriitoarea compară generația părinților săi cu generația propriilor ei copii într-un limbaj incisiv. Ceea ce era cândva interzis acum este perfect acceptabil. Deși recunoaște că această latură modernă, progresistă, este cea care i-a permis să divorțeze, încă are dubii cu privire la noile concepții despre maternitate și familie în general. Noile tendințe moderniste impun femeii să fie aibă o carieră profesională de succes în timp ce se ocupă de toate îndatoririle casnice.
O altă problemă adusă în discuție este dificultatea de a-și permite școli private extrem de scumpe pentru copiii ei, doar pentru ca aceștia să fie „moderni”, iar ea o „mamă bună”. Ca mamă singură din clasa de mijloc nu își poate permite astfel de costuri. Dar totodată exact absența unui soț sau partener este ceea ce o determină să continue să scrie și în timp devine mai mult o prietenă, o sfătuitoare pentru copiii ei. La un moment dat, conștientizează că nu e nevoie să-și facă atât de multe griji pentru copii, dar se și teme că o vor trage la răspundere, lucru pe care generațiile trecute nu ar fi îndrăznit să-l facă.

## Receptare critică
Anii a fost foarte bine primită de criticii francezi și este considerată de mulți ca fiind opera magistrală a scriitoarei.
A câștigat în 2008 Premiul Françoise-Mauriac al Académiei Franceze, Premiul Marguerite Duras în 2008, Premiul pentru limba franceză în 2008, Premiul pentru cititori Télégramme în 2009 și Premiul Strega Europeo în 2016.
Tradus de Alison L. Strayer, Anii a fost finalist pentru cea de-a 31-a ediție anuală a Premiului de traducere al Fundației franco-americane. Traducerea în engleză a lui Alison L. Strayer a fost inclusă pe lista scurtă pentru International Booker Prize în 2019.
Annie Ernaux a inventat un stil subiectiv și impersonal în același timp, privat și comun, un nou gen literar - autobiografia colectivă - pentru a surprinde trecerea timpului. Este o carte feministă, la intersecția dintre ficțiune, autobiografie și non-ficțiune.
Potrivit scriitorului John Banville, cartea este „o revoluție, nu doar în arta autobiografiei, ci în arta propriu-zisă. Cartea lui Annie Ernaux combină amintiri, vise, evenimente și gânduri într-o evocare unică a vremurilor în care am trăit și în care trăim.”
Cartea a fost tradusă în limba română de Mădălina Ghiu, pentru Editura Pandora în 2023.